# Drive By
"Drive By" is een nummer van de Amerikaanse popgroep Train. Het nummer staat op het album California 37.

## Geschiedenis
"Drive By" werd op 10 januari 2012 als single uitgebracht. In Australië, Nederland, Nieuw-Zeeland en de Verenigde Staten behaalde het nummer de platinastatus en in Denemarken goud. In de Nederlandse Top 40 haalde "Drive By" de vierde plaats en in Vlaanderen de 21e plaats.
De bijhorende videoclip verscheen op 15 februari 2012 op het YouTube-account van Train. 

## Tracklijst
| Nr. | Titel    | Duur |
| --- | -------- | ---- |
| 1.  | Drive By | 3:18 |

| Nr. | Titel                                     | Duur |
| --- | ----------------------------------------- | ---- |
| 1.  | Drive By                                  | 3:20 |
| 2.  | To Be Loved (Pat Monahan en David Hughes) | 3:41 |

## Hitnoteringen

### Nederlandse Top 40
| Positie: | 24 | 19 | 19 | 15 | 11 | 9  | 7  | 6  | 4  | 4  | 4   | 5 |
| Week:    | 13 | 14 | 15 | 16 | 17 | 18 | 19 | 20 | 21 | 22 |     |   |
| Positie: | 6  | 6  | 5  | 6  | 10 | 22 | 30 | 35 | 37 | 40 | uit |   |

### NederlandseSingle Top 100
| Hitnotering: 04-02-2012 t/m 11-08-2012 | Hitnotering: 04-02-2012 t/m 11-08-2012 | Hitnotering: 04-02-2012 t/m 11-08-2012 | Hitnotering: 04-02-2012 t/m 11-08-2012 | Hitnotering: 04-02-2012 t/m 11-08-2012 | Hitnotering: 04-02-2012 t/m 11-08-2012 | Hitnotering: 04-02-2012 t/m 11-08-2012 | Hitnotering: 04-02-2012 t/m 11-08-2012 | Hitnotering: 04-02-2012 t/m 11-08-2012 | Hitnotering: 04-02-2012 t/m 11-08-2012 | Hitnotering: 04-02-2012 t/m 11-08-2012 | Hitnotering: 04-02-2012 t/m 11-08-2012 | Hitnotering: 04-02-2012 t/m 11-08-2012 | Hitnotering: 04-02-2012 t/m 11-08-2012 | Hitnotering: 04-02-2012 t/m 11-08-2012 | Hitnotering: 04-02-2012 t/m 11-08-2012 |
| Week:                                  | 1                                      | 2                                      | 3                                      | 4                                      | 5                                      | 6                                      | 7                                      | 8                                      | 9                                      | 10                                     | 11                                     | 12                                     | 13                                     | 14                                     | 15                                     |
| -------------------------------------- | -------------------------------------- | -------------------------------------- | -------------------------------------- | -------------------------------------- | -------------------------------------- | -------------------------------------- | -------------------------------------- | -------------------------------------- | -------------------------------------- | -------------------------------------- | -------------------------------------- | -------------------------------------- | -------------------------------------- | -------------------------------------- | -------------------------------------- |
| Positie:                               | 47                                     | 39                                     | 38                                     | 28                                     | 18                                     | 12                                     | 13                                     | 11                                     | 11                                     | 11                                     | 12                                     | 9                                      | 9                                      | 11                                     | 11                                     |
| Week:                                  | 16                                     | 17                                     | 18                                     | 19                                     | 20                                     | 21                                     | 22                                     | 23                                     | 24                                     | 25                                     | 26                                     | 27                                     | 28                                     |                                        |                                        |
| Positie:                               | 16                                     | 28                                     | 33                                     | 42                                     | 36                                     | 38                                     | 38                                     | 42                                     | 38                                     | 37                                     | 63                                     | 72                                     | 81                                     | uit                                    |                                        |

### 3FM Mega Top 50
| Hitnotering: 28-01-2012 t/m 30-06-2012 | Hitnotering: 28-01-2012 t/m 30-06-2012 | Hitnotering: 28-01-2012 t/m 30-06-2012 | Hitnotering: 28-01-2012 t/m 30-06-2012 | Hitnotering: 28-01-2012 t/m 30-06-2012 | Hitnotering: 28-01-2012 t/m 30-06-2012 | Hitnotering: 28-01-2012 t/m 30-06-2012 | Hitnotering: 28-01-2012 t/m 30-06-2012 | Hitnotering: 28-01-2012 t/m 30-06-2012 | Hitnotering: 28-01-2012 t/m 30-06-2012 | Hitnotering: 28-01-2012 t/m 30-06-2012 | Hitnotering: 28-01-2012 t/m 30-06-2012 | Hitnotering: 28-01-2012 t/m 30-06-2012 |
| Week:                                  | 1                                      | 2                                      | 3                                      | 4                                      | 5                                      | 6                                      | 7                                      | 8                                      | 9                                      | 10                                     | 11                                     | 12                                     |
| -------------------------------------- | -------------------------------------- | -------------------------------------- | -------------------------------------- | -------------------------------------- | -------------------------------------- | -------------------------------------- | -------------------------------------- | -------------------------------------- | -------------------------------------- | -------------------------------------- | -------------------------------------- | -------------------------------------- |
| Positie:                               | 50                                     | 19                                     | 14                                     | 12                                     | 8                                      | 8                                      | 5                                      | 5                                      | 4                                      | 3                                      | 3                                      | 3                                      |
| Week:                                  | 13                                     | 14                                     | 15                                     | 16                                     | 17                                     | 18                                     | 19                                     | 20                                     | 21                                     | 22                                     | 23                                     |                                        |
| Positie:                               | 3                                      | 3                                      | 4                                      | 5                                      | 6                                      | 8                                      | 12                                     | 31                                     | 33                                     | 34                                     | 45                                     | uit                                    |

### VlaamseUltratop 50
| Hitnotering: (Week 1 t/m 13) 31-03-2012 t/m 23-06-2012 Hitnotering: (Week 14) 07-07-2012 | Hitnotering: (Week 1 t/m 13) 31-03-2012 t/m 23-06-2012 Hitnotering: (Week 14) 07-07-2012 | Hitnotering: (Week 1 t/m 13) 31-03-2012 t/m 23-06-2012 Hitnotering: (Week 14) 07-07-2012 | Hitnotering: (Week 1 t/m 13) 31-03-2012 t/m 23-06-2012 Hitnotering: (Week 14) 07-07-2012 | Hitnotering: (Week 1 t/m 13) 31-03-2012 t/m 23-06-2012 Hitnotering: (Week 14) 07-07-2012 | Hitnotering: (Week 1 t/m 13) 31-03-2012 t/m 23-06-2012 Hitnotering: (Week 14) 07-07-2012 | Hitnotering: (Week 1 t/m 13) 31-03-2012 t/m 23-06-2012 Hitnotering: (Week 14) 07-07-2012 | Hitnotering: (Week 1 t/m 13) 31-03-2012 t/m 23-06-2012 Hitnotering: (Week 14) 07-07-2012 | Hitnotering: (Week 1 t/m 13) 31-03-2012 t/m 23-06-2012 Hitnotering: (Week 14) 07-07-2012 | Hitnotering: (Week 1 t/m 13) 31-03-2012 t/m 23-06-2012 Hitnotering: (Week 14) 07-07-2012 | Hitnotering: (Week 1 t/m 13) 31-03-2012 t/m 23-06-2012 Hitnotering: (Week 14) 07-07-2012 | Hitnotering: (Week 1 t/m 13) 31-03-2012 t/m 23-06-2012 Hitnotering: (Week 14) 07-07-2012 | Hitnotering: (Week 1 t/m 13) 31-03-2012 t/m 23-06-2012 Hitnotering: (Week 14) 07-07-2012 | Hitnotering: (Week 1 t/m 13) 31-03-2012 t/m 23-06-2012 Hitnotering: (Week 14) 07-07-2012 | Hitnotering: (Week 1 t/m 13) 31-03-2012 t/m 23-06-2012 Hitnotering: (Week 14) 07-07-2012 | Hitnotering: (Week 1 t/m 13) 31-03-2012 t/m 23-06-2012 Hitnotering: (Week 14) 07-07-2012 | Hitnotering: (Week 1 t/m 13) 31-03-2012 t/m 23-06-2012 Hitnotering: (Week 14) 07-07-2012 |
| Week:                                                                                    | 1                                                                                        | 2                                                                                        | 3                                                                                        | 4                                                                                        | 5                                                                                        | 6                                                                                        | 7                                                                                        | 8                                                                                        | 9                                                                                        | 10                                                                                       | 11                                                                                       | 12                                                                                       | 13                                                                                       |                                                                                          | 14                                                                                       |                                                                                          |
| ---------------------------------------------------------------------------------------- | ---------------------------------------------------------------------------------------- | ---------------------------------------------------------------------------------------- | ---------------------------------------------------------------------------------------- | ---------------------------------------------------------------------------------------- | ---------------------------------------------------------------------------------------- | ---------------------------------------------------------------------------------------- | ---------------------------------------------------------------------------------------- | ---------------------------------------------------------------------------------------- | ---------------------------------------------------------------------------------------- | ---------------------------------------------------------------------------------------- | ---------------------------------------------------------------------------------------- | ---------------------------------------------------------------------------------------- | ---------------------------------------------------------------------------------------- | ---------------------------------------------------------------------------------------- | ---------------------------------------------------------------------------------------- | ---------------------------------------------------------------------------------------- |
| Positie:                                                                                 | 41                                                                                       | 39                                                                                       | 40                                                                                       | 36                                                                                       | 33                                                                                       | 23                                                                                       | 27                                                                                       | 21                                                                                       | 28                                                                                       | 32                                                                                       | 34                                                                                       | 38                                                                                       | 46                                                                                       | uit                                                                                      | 49                                                                                       | uit                                                                                      |

### VlaamseRadio 2 Top 30
| Hitnotering: 19-05-2012 t/m 22-09-2012 | Hitnotering: 19-05-2012 t/m 22-09-2012 | Hitnotering: 19-05-2012 t/m 22-09-2012 | Hitnotering: 19-05-2012 t/m 22-09-2012 | Hitnotering: 19-05-2012 t/m 22-09-2012 | Hitnotering: 19-05-2012 t/m 22-09-2012 | Hitnotering: 19-05-2012 t/m 22-09-2012 | Hitnotering: 19-05-2012 t/m 22-09-2012 | Hitnotering: 19-05-2012 t/m 22-09-2012 | Hitnotering: 19-05-2012 t/m 22-09-2012 | Hitnotering: 19-05-2012 t/m 22-09-2012 | Hitnotering: 19-05-2012 t/m 22-09-2012 | Hitnotering: 19-05-2012 t/m 22-09-2012 | Hitnotering: 19-05-2012 t/m 22-09-2012 | Hitnotering: 19-05-2012 t/m 22-09-2012 | Hitnotering: 19-05-2012 t/m 22-09-2012 | Hitnotering: 19-05-2012 t/m 22-09-2012 | Hitnotering: 19-05-2012 t/m 22-09-2012 | Hitnotering: 19-05-2012 t/m 22-09-2012 | Hitnotering: 19-05-2012 t/m 22-09-2012 | Hitnotering: 19-05-2012 t/m 22-09-2012 |
| Week:                                  | 1                                      | 2                                      | 3                                      | 4                                      | 5                                      | 6                                      | 7                                      | 8                                      | 9                                      | 10                                     | 11                                     | 12                                     | 13                                     | 14                                     | 15                                     | 16                                     | 17                                     | 18                                     | 19                                     |                                        |
| -------------------------------------- | -------------------------------------- | -------------------------------------- | -------------------------------------- | -------------------------------------- | -------------------------------------- | -------------------------------------- | -------------------------------------- | -------------------------------------- | -------------------------------------- | -------------------------------------- | -------------------------------------- | -------------------------------------- | -------------------------------------- | -------------------------------------- | -------------------------------------- | -------------------------------------- | -------------------------------------- | -------------------------------------- | -------------------------------------- | -------------------------------------- |
| Positie:                               | 26                                     | 18                                     | 11                                     | 8                                      | 5                                      | 5                                      | 6                                      | 4                                      | 4                                      | 5                                      | 6                                      | 7                                      | 8                                      | 12                                     | 15                                     | 21                                     | 24                                     | 27                                     | 30                                     | uit                                    |

### NPO Radio 2 Top 2000
| Nummer met noteringen in de NPO Radio 2 Top 2000 | '12  | '13  |
| ------------------------------------------------ | ---- | ---- |
| Drive By                                         | 1061 | 1794 |

1. ↑  Een vetgedrukt getal geeft de hoogste notering aan.
2. ↑  2012 was het eerste jaar met een notering voor dit nummer.
3. ↑  Deze tabel is bijgewerkt tot en met de laatste editie (2024).